# Кінематограф Індії
Індійський кінематограф — це сфера економіки Індії у якій щорічно випускається більше 2000 кінострічок і дивиться більше 11 мільйонів людей.
Середня заробітна плата акторів коливається від 30 до 50 тисяч долларів.

## Початок індійського кінематографу

### Фільми братів Люм'єр
7 липня 1896 р. в Бомбеї презентували перший фільм, місцем народження кінематографу в Індії є Форт (на місці старих укріплень), торговельний квартал «Чорний кінь», готель Вотсона. Агенти братів Люм'єрів представляли собі кінематограф як інтернаціональне явище, тому в Індії фільм був презентований за рік після Європи і за три місяці до Америки. Перші дні демонстрували «Прибуття потяга», «Морське купання», «Руйнування будинку», «Робітники, що виходять із фабрики», «Леді й солдати на колесах». Проходило 4 сеанси в день, вартість квитка — 1 рупія. Пізніше репертуар змінився: «Годування дитини», «Радість паризьких базарів», «Вуличні танцюристки Лондона», «Пірнальник», «Картковий бій», «Треві перехилив супову тарілку». З 11 липня 1896 р. фільми регулярно показують в театрі «Novelty», згодом відкрили спеціальну ложу для жінок, що дотримувалися традиції закривати обличчя. Вартість квитка залежала від розташування місця. За місяць до зображення додався музичний супровід — оркестр під керівництвом Симура Дова.

### Інші новинки
На початку 1897 р. в театрі «Gayety» було встановлено «Вітуграф» Стюарта, що демонстрував 14 фільмів за сеанс. Театр «Тіволі» пропонував тоновану стрічку «Канкан», також були презентовані публіці мото-фотоскоп Г'юза, Андерсоноскопограф та біурнікальна оптична діорама.
«Кліфтон і компанія» одними з перших відкрили власний заклад на Мідоуз-стріт, 58. «П. Метцер та компанія», крім цього, пропонували послуги з проявки й друку плівки.
Іноземні оператори часто знімали екзотичні індійські пейзажі, наприклад, у фільмі «Кокосовий ярмарок» або «Наша Індійська імперія», де зобразили історичні пам'ятки Делі й Лакнау.
У 1898 проф. Стівенсон продемонстрував «Біоскоп» в Калькутті з фільмами «Смерть Нельсона», «Зміїний танок» та «Поховання Гладсона». Також він самостійно зняв сцену «Квітка Персії» з опери «1000 і 1 ніч», яка йшла в той час в театрі на бенгальській мові, потім — «Індійська панорама». Професор Андерсон привіз у Бомбей «Скопограф», що працював на електриці — демонстрував «Прибуття потяга на Бомбейський вокзал» та «Казки в Пуні».

## Перший індійський фільм (короткометражний)
Харишчандра С. Бхатвадекар (Саве-Дада) займався фотографією та торгував фотообладнанням, пізніше демонстрував стрічки на ручному програвачі в приватних будинках та школах. Йому вдалося купити власну кінокамеру «Райлі» в Англії, на яку він зняв стрічку «Борці» та фільм про навчених мавпочок і їх дресувальниках (показував їх у листопаді-грудні 1899 р.). У 1899 р. зробив спробу додати до фільму звук при допомозі «Мікрофонографа» Беттчіні.

## Короткометражні фільми 1900—1909
- 1 січня 1900 р. — в «Тіволі» показували фільм «Фатіма, індійський танок»;
- лютий 1900 — в «Новелті» — «Новий біоскоп» зі 120 стрічками, в тому числі документальними зйомками подій в Південній Африці.

Індієць мусульманин Ф. Б. Тханевала, інженер-електрик в Калбадені почав влаштовувати перегляди власних фільмів, в яких зображував сцени життя бомбейських вулиць: «Дивовижні нові види Бомбея», «Мусульманська хода».
У 1901 р. Саве-Дада випустив фільм про доктора Паранджпая, що відзначився в математиці в Кембридзькому університеті — зняв його зустріч із шанованими містянами, а також фільм про поновлення храму парсів Аташ Бехрам на базарі Чира. У тому ж році сінематографом захопився бенгалець Хіралал Сен — володар «Роял кінетоскопа», демонстрував імпортні фільми в Калькуттському «Классік-театр». Йому прийшла думка зняти театральні постановки, він створив сім стрічок з опери «Алі-баба» та трагедії на соціальну тему «Сарала» — його кінофільми йшли в той же день, що самі театральні постановки. Хіралал із братом організував систему приватних переглядів, багато роз'їжджав країною. Влаштував перегляд в будинку Рабіндраната Тагора для членів Верховного суду, махараджі. У 1903 р. презентував серію фільмів «Сценки з індійського життя» — події історії, міфології, побутові сценки.
- 1901 — Сід Хардінг показав «Жанну д'Арк» Жоржа Мельєса;
- 1905 — Дж. Ф. Мадан (старійшина театрального світу Калькутти) створив фірму «Ельфінстон біоскоп» (пізніше перейменували в «Театри Мадана»). Зняв серію «Свадеші» — національні фільми, репортажі про політичний мітинг у зв'язку з розділом Бенгалії. Першим професійним оператором Індії виступив Джотіш Саркар. У 1906 р. зняли кінопрограму про візит принца Вельського в Калькутту, через кілька місяців — «Жертвоприношення козла в храмі Калігхат» та інші. До 1907—1909 рр. відноситься хронікальний фільм «Проїзд кабульського еміра».
- У 1907 р. помер брат Саве-Дади й він продав свою камеру. Хіралал Сен (фірма «Роял Біоскоп» займався переважно прокатом іноземних стрічок.

## Художні фільми 1910—1919 рр
- 1910 — «Ексцельсіор кінематограф» зняв щорічне мусульманське свято Мухаррам в Делі, а також стрічку «Втеча Далай-Лами» про те, як тибетський лідер обдурив китайську владу.
- 1911 — «Ексцельсіор кінематограф» та нова компанія «Роял Опера хауз» сперечалися за право знімати візит нового короля Георга П'ятого. Переміг «Ексцельсіор кінематограф»: з п'ятигодинною процесії вони відзняли 3,5 години, для цього арендували трамвай, в лабораторію доставили лід. У результаті глядач побачив саму процесію, танок жінок-зороастрійок. «Роял опера хауз» для реабілітації взялися за зйомку приїзду дарбара в Делі, проте стрічка вийшла одночасно з "Ексцельсіоро"м та іншою компанією «Олександра».
- Першими будівлями, створеними для кінопоказу, стали театри «Новелті», «Америка-Індія», «Роял Опера», «Едвард», «Лакшмі». Використовували різні методи для того, щоб розважити глядачів — лотереї, «американські гірки». У сезони дощів тимчасові кінотеатри закривалися.

Першим художнім кінофільмом Індії став «Пундалік» Р. Г. Торні, що було презентовано 18 травня 1912 в Бомбеї. Розповідає про життя маратського святого. Торні працював у відділі електротоварів магазину, брав активну участь в діяльності театрального клубу, члени якого орендували камеру, знімали акторів в примітивних костюмах у громадського парку.
- 1912 — фільм «Савітрі» С. Н. Патанкара — епізод з Рамаяни;
- 8 травня 1913 р. — «Раджа Харішчандра» Д. Г. Пхальке — програма в 1,5 години містила в собі дует, танок, скетч та інше. Пхальке народився 30 квітня 1870 р. в Насику, в ортодоксальній індуїстській родині, навчався в Школі мистецтв, в Будинку мистецтва в Бароді. У 1909 р. в Німеччині закуповував обладнання для типографії, проте залишив справи через конфлікт із партнерами. На Пасху 1911 р. залишився під впливом від показу «Життя Христа». Спочатку виписував книжки й журнали про кіно, потім почав знімати самостійно. Отримав від товариша позику у 25 тисяч рупій, заклав страховий поліс — на ці гроші зміг поїхати в Англію за обладнанням. Зняв короткометражку «Зростання рослини», за яку отримав необхідні гроші для подальшої діяльності. У «Харішчандрі» виступив як продюсер, режисер, сценарист, декоратор, оператор, монтажер, рецензент та інше. Його помічниками виступали дружина, діти й два початківця. Після цього знову настала фінансова криза, з якої вдалося вийти, заклавши прикраси дружини. Пундалику не вдалося знайти акторок на жіночі ролі (навіть для повій це було образливо) — довелося знімати хлопчиків, у ролі Харишчандри зіграв Д. Дабке, Тараматі — Салунке, Рохіта — син Пхальке Бхалчандра (один із перших дітей в кіно). фільм знімався в павільйоні та на натурі, через 2 тижня відбувся закритий показ для еліти міста. Проте Пхальке розраховував на широку публіку, тому виконав титри на хінді та англійській мові. Фільм демонстрували в Сураті, Пуні, Калькутті, Коломбо та Рангуні. Стрічка виявилася успішною й довела розумність капіталовкладень в кіно. Після цього Пхальке переніс студію з Бомбея до Насіка (більш сприятливий клімат).

50-ті роки для індійського кіно стали «золотою епохою». Одним з найяскравіших фільмів тих років став «Awaara» (1951) режисера Радж Капура. Режисер Бімала Роя використовував у своїх фільмах елементи неореалізму: «Devdas» (1955), «Sujata» (1959) і «Bandini» (1963).
У 1972 на екрани всього світу виходить фільм «Зіта та Гіта». Успіхом цей фільм завдячує переважно акторці Хемі Маліні, яку вважають родоначальницею нової ери в індійському кіно.

## Показ в Україні в 2015
З 21 березня 2015 року Перший національний телеканал розпочав показ індійських кінострічок, що очолили список найкасовіших фільмів Боллівуду та здобули декілька найпрестижніших кінонагород («Три ідіоти», «Студент року», «Коктейль» та «Життя не може бути нудним») з українським дубляжем. Щоправда, в січні 2015 року ці три індійські стрічки (а також «Квант Індії», «Танцівниця та її мистецтво», «Індія енергетична», «6 ярдів грації», «Індія та Європа: палімпсест», «Йога» та «Жінки у блакитних беретах» тощо) вже були показані, але тоді UA: Перший їх озвучив та показав російською мовою. Показ індійських фільмів на Першому пройшов за умовами договору про передачу прав на трансляцію сучасної продукції індійського виробництва. Його у грудні 2014 року підписали від індійської сторони — Надзвичайний і Повноважний Посол Індії в Україні Раджив Кумар Чандер та від української — генеральний директор Національної телекомпанії України Зураб Аласанія.